# ウィンディシティ・ブルズ
ウィンディシティ・ブルズ（Windy City Bulls）は、NBAゲータレード・リーグ（以下「NBAGL」）に加盟しているプロバスケットボールチーム。本拠地はアメリカ合衆国イリノイ州ホフマンエステイツ。

## 歴史
2015年10月、シカゴ・ブルズの下部チームとして創設され、2016-2017シーズンよりリーグに参加することが発表された。創設に伴い球団が公式サイトでファン投票によるチーム名コンテストを行い、「グレートレイカーズ・ブルズ」、「ハートランド・ブルズ」、「ウィンディシティ・ブルズ」の3つがノミネートされ、最も票が多かった「ウィンディシティ・ブルズ」に決まった。創設時のメンバーにスペンサー・ディンウィディーなどがいた。
2019年にデンバー・ナゲッツとも提携関係を結んでいる。これはGリーグに下部チームを持たないナゲッツとツーウェイ契約を結んだボル・ボルがGリーグでプレーできるようにするための措置である。

## 過去に所属していた選手
- ライアン・アーチディアコノ
- コスタス・アデトクンポ
- ジェイク・レイマン
- ジェロン・ブロッサムゲーム
- ボル・ボル
- ウィル・バイナム
- スペンサー・ディンウィディー
- ヘンリ・ドレル
- ジャレル・エディ